# منصور البدران
منصور البدران هو مخرج سينمائي سعودي، بدء نشاطه منذ سنة 2008، أخرج عدة أفلام قصيرة ووثائقية ومسلسلات عبر الإنترنت وإعلانات تجارية، حول عدة قضايا تخص المملكة العربية السعودية مثل صامل وفضاوة وطير الدمام وكاميرة وماهر.

## حياته ونشأته
حصل على شهادة في الإنتاج السينمائي في عام 2016 مع مرتبة الشرف من جامعة دي بول في الولايات المتحدة و شهادة الماجستير من مدرسة الفنون البصرية بمدينة نيويورك في عام 2023.

## مشاركات دولية
شارك البدران في العديد من المهرجانات السينمائية حول العالم، بما في ذلك مهرجان أبوظبي السينمائي، ومهرجان ديوا السينمائي الفلبيني، ومهرجان الأفلام السعودية.

## سيرته
يعمل منصور كمنتج سينمائي ومنسق سينمائي ضمن فريق السينما في مركز الملك عبد العزيز الثقافي العالمي (مركز إثراء) في الظهران بالمملكة العربية السعودية، تتمثل مهمة منصور في سرد قصص سينمائية مسلية وذات قيمة عالية، والتي تخلق جسورًا ثقافية من وإلى بيئته المحلية وتراثه.

## جوائز
- منحته الأمم المتحدة لقب سفير المواطنين في عام 2010، و ذلك عقب فوزه في مسابقة السفراء المواطنين للأفلام، حيث قام بزيارة مدينة نيويورك و الالتقاء بأمين عام الأمم المتحدة بان كي مون، حازت أفلامه على عدة جوائز في كل من مهرجان أبوظبي السينمائي كمخرج و مهرجان الخليج السينمائي كمنتج .
- حصل على جائزتين: أفضل فيلم طلابي في مهرجان أبوظبي السينمائي سنة (2011).
- حصل على المركز الثاني في مهرجان أبوظبي السينمائي، فئة الأفلام الوثائقية في مهرجان الأحساء للأفلام الاجتماعية القصيرة سنة (2018).
- جائزة تحالف الأمم المتحدة للحضارات عن فيلمه الوثائقي القصير سلام.[9]